# Преузимање (информатика)
Преузимање (енгл. download; колоквијално скидање) представља процес примања података с удаљеног рачунарског система, најчешће сервера — веб сервери, ФТП сервери или имејл сервери. Насупротн „преузимању” је „слање” (енгл. upload) где се подаци шаљу на удаљени сервер.